# Sade (Indonésie)
Pour les articles homonymes, voir Sade.
Sade  (prononcer "sadé") est un hameau coutumier (kampung adat) d'Indonésie situé dans le sud de l'île de Lombok. Administrativement, il fait partie du village de Rembitan, kecamatan de Pujut, kabupaten de Lombok central, dans la province de Nusa Tenggara occidental.